# محار ظفري
محار ظُفُري (الاسم العلمي: Sphaerium)، جنس حيوانات مائية من الرخويات من فصيلة محاريات ظفرية يعيش في المياه العذبة. وهو جنس يتميز العديد من أنواعه مثل Sphaerium corneum، بتسلق تحت الماء على النباتات المائيه، باستخدام قدميه الطويلة والقوية.